# Morlhon-le-Haut
Morlhon-le-Haut är en kommun i departementet Aveyron i regionen Occitanien i södra Frankrike. Kommunen ligger  i kantonen Villefranche-de-Rouergue som ligger i arrondissementet Villefranche-de-Rouergue. År 2022 hade Morlhon-le-Haut 555 invånare.

## Befolkningsutveckling
Antalet invånare i kommunen Morlhon-le-Haut
Referens: INSEE